# Ciechrz
Ciechrz – wieś w Polsce położona w województwie kujawsko-pomorskim, w powiecie mogileńskim, w gminie Strzelno. 
Ciechrz leży na zachodnim krańcu Kujaw, około 3 kilometrów od umownej granicy z historyczną Wielkopolską (granicę wyznacza tutaj Jezioro Pakoskie).

## Podział administracyjny
W latach 1954–1971 wieś należała i była siedzibą władz gromady Ciechrz. W latach 1975–1998 miejscowość administracyjnie należała do województwa bydgoskiego.

## Demografia
Według Narodowego Spisu Powszechnego (III 2011 r.) liczyła 215 mieszkańców. Jest, wespół ze wsią Górki (215 mieszkańców), dwunastą co do wielkości miejscowością gminy Strzelno.

## Historia
Pierwsze zapiski o Ciechrzu jako własności mogileńskich benedyktynów pochodzą z falsyfikatu mogileńskiego. Dokument ten, choć sporządzony był w 1155 roku, wystawiony był rzekomo w 1065 roku. Wieś jest tam wymieniona jako "Cechre".
W czasie zaboru pruskiego zamieszkiwany był zarówno przez Polaków, jak i niemieckich kolonistów.
Zachodnia, bardziej polska część nosiła nazwę Ciechrz, a wschodnia (bardziej niemiecka) Ciechrz kolonia oraz później Blumendorf (niem. kwiatowa wioska). W ustnym przekazie ostatnia nazwa związana była z licznymi frontowymi ogródkami w miejscowości. W czasach zaboru we wsi znajdowały się dwie szkoły (katolicka oraz ewangelicka), gospoda, wiatrak, a także ewangelicki cmentarz (nagrobki się nie zachowały). 
Starsi mieszkańcy wspominają też o podziale na Ciechrz Górny oraz Ciechrz Dolny.
W PRL we wsi funkcjonowała mleczarnia (obecnie zaadaptowana na dom mieszkalny).

## Współczesność
Wieś charakteryzuje zwarta zabudowa. Zachowały się w niej dziesiątki przedwojennych budynków - zarówno tych polskich, jak i pruskich.
We wsi obok gospodarstw rolnych znajdują się zakłady produkcyjne i rzemieślnicze. Do dyspozycji mieszkańców jest wiejska sala oraz znajdujący się naprzeciw plac zabaw. W dawnej szkole katolickiej działała Szkoła Podstawowa imienia Mikołaja Kopernika (zlikwidowana w 2020 roku). W budynku działa obecnie Izba Kujawska. W Ciechrzu działa jednostka OSP, strzelnica "Szarak" oraz Stowarzyszenie "Kwiecista Wieś".

## Znani ludzie związani z Ciechrzem
- Jadźka z Kujaw (Jadźka z K., właściwie Cecylia Dereżyńska z d. Lewandowska) - poetka.
- Stanisław Kaszyński - urodzony w Ciechrzu dziennikarz (m.in. Gazeta Pomorska), autor m.in. "W barwach Pogoni", "Gopło nad Sekwaną", "Nieznanym śladem Gombrowicza", "Z Mogilna do Paryża", "Mogilnianie w kulturze Śląska w XIX i XX wieku", "Raj", oraz „Dzieje Rodu Kaszyńskich”[6].

Korzenie w Ciechrzu ma też Adam Borys "pług" (założyciel i dowódca Batalionu Parasol w czasie powstania warszawskiego), gdyż urodził się tu jego ojciec.